# Artúr király ballépései
Az Artúr király ballépései (King Arthur's Disasters) egy Angliából származó, gyerekeknek szóló rajzfilmsorozat, amelyet Paul Parkes és Will Ashurst készítettek a CITV számára. A műsorban a legendából már jól ismert Artúr király kalandjait lehet nyomon követni. A fő komikumforrást az adja, hogy a címhez hűen Artúr nagyon ügyetlen, és folyton kalamajkákba keveredik. A sorozat 2 évadot élt meg 26 epizóddal. 30 perces egy epizód. Külföldön a CITV vetítette 2005. április 1-től 2006. február 11-ig. Magyarországon a Boomerang mutatta be, angol hanggal. Az itthoni bemutató dátuma ismeretlen.